# Кабо, Любовь Рафаиловна
Любо́вь Рафаи́ловна Кабо́ (4 марта 1917 — 29 ноября 2007) — русская советская писательница, педагог, журналистка.

## Биография
Родилась в Москве в семье экономикогеографа, основателя географии населения в СССР, профессора Р. М. Кабо. Студенткой попала под машину и потеряла ногу, ходила на протезе. В 1940 году окончила Московский государственный педагогический институт, на протяжении всей жизни работала учительницей литературы и русского языка: сначала в Молдавии, во время войны — в городе Ойрот-Тура, затем в Москве. Член КПСС с 1945 года. Работе в школе в предвоенной Бессарабии посвящён её первый роман «За Днестром» (1950; переработан под названием «Друзья из Левкауц», 1955), который был высоко оценен Александром Твардовским, опубликован в «Новом мире» и выдвинут на Сталинскую премию. Тогда же Любовь Кабо была принята в Союз писателей СССР.
Любовь Кабо — автор нескольких романов и повестей, биографических («Повесть о Борисе Беклешове»), литературоведческих («Наедине с другом») и педагогических («Жил на свете учитель») произведений, а также многочисленных статей и очерков, публиковавшихся в периодике. По её сценарию (совместно с Александром Хмеликом) снят кинофильм «Мимо окон идут поезда». Анализ причин необычайной самоотверженности, энтузиазма и в то же время «безмыслия» её поколения нашел отражение в главном романе Л. Кабо «Ровесники Октября», который создавался на протяжении более десяти лет и не мог быть опубликован в советское время.
Брат — этнограф Владимир Рафаилович Кабо.
Проживала в Москве по адресу: улица Вавилова, 52. Скончалась 29 ноября 2007 года, похоронена на Востряковском кладбище.

## «Ровесники Октября»
В предисловии к первому изданию романа (издательство «Крук», Москва, 1997) Любовь Кабо пишет:

Роман «Ровесники Октября» писался в те годы, когда и приблизительно не мог бы претендовать на появление в печати. В связи или без всякой связи с этим написан он свободно и предельно искренне. В известной степени он автобиографичен, но действие его разворачивается на достаточно широком фоне, с привлечением большого документального материала и с прослеживанием множества судеб. Жизнь своих сверстников автор берёт с 1929 до 1941 года, то есть до самого кануна войны. Автор пишет о том, что так естественно в процессе взросления человека — о превратностях первой и не первой любви, о захлёбе юношеской дружбы, о нелёгких отношениях между родителями и отчуждаемыми от них «государственными» детьми. Но автор пишет не только об этом. Он пишет о самом «аппарате» воспитания, — о том, как формировалось в нашем поколении чудовищное неумение и нежелание мыслить, восторженная слепота и непоколебимая убеждённость в своей исторической миссии, то есть как формировался, постепенно и незаметно — ещё бы чуть-чуть! — наш отечественный фашизм. Основное в этой книге — вовсе не покаяние, которое впрочем, было бы только уместно, и вовсе не модное ныне обличительство, но прежде всего лютая тревога современного человека за наш завтрашний день. Эта книга — предостережение, раздумье о том, как могло случиться с нами всё то, что случилось, и как легко может это же самое произойти с любым поколением, идущим за нами. На протяжении романа не происходит, казалось бы, ничего сверхъестественного, ничего особенно страшного, — автору кажется, что это ничем не подчеркнутое вползание зла в каждодневность и будничность особенно опасно.

## Основные произведения
- «За Днестром» (1950), в переработанном виде — «Друзья из Левкауц» (1955)
- «В трудном походе» (1957). Можно встретить ошибочное утверждение, что повесть показывает превращение деятельности комсомольских руководителей в привычно-выгодное занятие. На самом деле эта повесть на школьную тему — о борьбе педагогики дела и «педагогики» показухи и говорильни, о необходимости срочных изменений в советской школе; о том, что подлинное воспитание возможно только в коллективе, сложенном вокруг перспективного и увлекательного дела; о юных комсомольцах, поиске ими истинного смысла человеческой жизни, хитросплетениях первой любви. Книга вызвала большой общественный резонанс, на неё накинулись чиновники от образования, отрицательные рецензии печатались почти везде («Подумать только — так говорить об учителях, о советской школе!»), но на домашний адрес приходили добрые слова в письмах учителей.
- «Повесть о Борисе Беклешове» (1962) — рассказывает (на основе подлинных событий) об учителе географии, не выдающемся в общественном или профессиональном отношении и подвергавшемся несправедливым обвинениям в сталинское время, однако жившем для других
- «Осторожно, школа!» (1962)
- «Ровесники Октября» (1964—1975, впервые опубликован в 1997)
- «В тот день» (1969) — повествование из жизни бессарабской родни
- «Жил на свете учитель» (1970)
- «Сладчайшее наше бремя» (1971)
- Кино в эстетическом и нравственном воспитании детей. Статьи, 1978
- «Наедине с другом» (1985)
- «…И не забывай, что я тебя люблю» (1987)
- «Правдёнка» (1999)
- «Минувшее — у порога»[3] (2003).